# وقدان أبو يعفور العبدي
وقدان أبو يعفور العبدي ويقال اسمه واقد، تابعي، وأحد رواة الحديث النبوي من أهل الكوفة. روى له الجماعة. مات سنة عشرين ومئة أو بعدها.

## روايته للحديث النبوي
- روى عن: أنس بن مالك، وزياد أبي النضر الجعفي، وعبد الله بن أبي أوفى، وأبي زيد عَبد الله بن أَبي سَعِيد المدني، وعبد الله بن عمر بن الخطاب، وعرفجة بن شريح، ويُقال: ابن ضريح، وأبي سَعِيد مسلم بن سَعِيد مولى عثمان بن عفان، ومصعب بن سعد بن أبي وقاص، ويزيد بن الحارث العبدي، وأبي صادق الأزدي، وأبي عقرب.
- روى عنه: إسرائيل بن يونس، والحسن بْن صالح بْن حي، وزائدة بن قدامة، وسفيان الثوري، وسفيان بن عيينة، وأَبُو الأَحوص سلام بْن سليم، وشريك بن عبد الله بن أبي نمر، وشعبة بن الحجاج، وشيبان بن عَبْد الرَّحْمَنِ، وصدقة بن أَبي عِمْران، وأَبُو مريم عبد الغفار بْن القاسم الأَنْصارِيّ، وعلي بن صالح بن حي، وعُمَر بن سَعِيد بن مسروق الثوري، والمفضل بن صالح الأسدي، وأبو عوانة الوضاح بن عبد الله اليشكري، وابنه يونس بن أَبي يعفور، وأَبُو خالد الدالاني.[1]
- الجرح والتعديل: وثّقه أحمد بن حنبل، ويحيى بن معين، وعلي بن المديني، وقال أبو حاتم الرازي: «لا بأس به»، ذكره ابن حبان في كتاب الثقات، روى له الجماعة.[1]